# Von Ormy
Von Ormy är en ort i Bexar County i Texas. Vid 2010 års folkräkning hade Von Ormy 1 085 invånare.